# Далибор
Далибор је мушко чешко, словачко, хрватско, српско и македонско име. Кованица је речи „дал“ (у смислу „даљина“) и „борити се“.

## Имендани
Имендани се славе у Чешкој 4. јуна и у Словачкој 20. јануара.

## Популарност
У Србији је ово име у периоду од 2003. до 2005. било на 79. месту по популарности.

## Изведена имена
У Србији су од овог имена изведена имена Далиборка, Далиборко и Даша, а у Чешкој Далибора. Такође, у Чешкој се користе и надимци Далек и Дар.